# Kim Wexler
Kimberly Wexler, detta Kim, è un personaggio immaginario dell'universo di Breaking Bad/Better Call Saul, interpretata da Rhea Seehorn e, da bambina, da Katie Beth Hall, e doppiata da Laura Romano, appare nella serie televisiva Better Call Saul.

## Storia del personaggio

### Prima stagione
Nel 2002, Jimmy McGill è arrabbiato per il modo in cui suo fratello Chuck e Howard lo hanno trattato. Ha degli scontri con HHM, incluso il furto di una custodia da loro e l'inserimento di un cartellone pubblicitario per la sua azienda che imita l'aspetto caratteristico di Howard, i colori HHM, e il logo di HHM. Kim segue le indicazioni di Howard per parlare con Jimmy, ma trova interessante l'uso di Jimmy dei giochi di truffa; Jimmy, le suggerisce di lasciare HHM e di avviare un'azienda con lui. Le ricadute delle azioni di Jimmy fanno sì che Kim perda temporaneamente la sua posizione all'interno di HHM. Ridotta al lavoro di revisione dei documenti di livello base, diventa più disincantata da HHM dopo che Jimmy ha portato all'azienda un'azione collettiva potenzialmente multimilionaria contro le comunità di pensionati di Sandpiper, solo per Chuck che ha utilizzato Howard per bloccare la partecipazione di Jimmy al caso. Quando il caso aumenta di dimensioni, HHM si rivolge ai servizi di un'altra azienda, la Davis & Main, e Kim consiglia loro Jimmy per la sua familiarità con il caso e il rapporto con i clienti. La sua raccomandazione fa sì che a Jimmy venga offerto un posto di associato in D&M.

### Seconda stagione
Jimmy è riluttante ad accettare il lavoro alla Davis & Main e si nasconde in un hotel di lusso usando il falso nome e la carta di credito rubata. Kim lo rintraccia e cerca di convincerlo ad accettare il lavoro. Invece, Jimmy la coinvolge in una truffa, convincendo un altro cliente dell'hotel a pagare una costosa bottiglia di tequila. La truffa è un successo e trascorrono la notte insieme; Kim conserva l'elaborato tappo della bottiglia come ricordo.
Jimmy accetta il lavoro Davis & Main e lavora con Kim nella causa Sandpiper. Jimmy aggira la legge sollecitando i residenti di Sandpiper a diventare querelanti, creando il potenziale per danneggiare la reputazione di Davis & Main tra i suoi clienti più conservatori. Successivamente, prepara uno spot televisivo per attirare più querelanti e lo trasmette senza ottenere l'approvazione dei suoi superiori D&M. Kim lo copre all'HHM, macchiando ulteriormente la sua reputazione. Jimmy si offre di lasciare la Davis & Main se ciò potesse aiutare a ripristinare la statura di Kim, ma lei insiste per rivendicare la sua posizione in azienda da sola. Kim lavora con la sua scuola di legge e contatti professionali nella speranza di ottenere un nuovo importante cliente per HHM, e riesce a convincere una grande banca regionale, Mesa Verde, a mantenere HHM come consulente esterno. Howard è felice di avere l'attività, ma nega il credito a Kim. Ridotta a un lavoro insignificante come discutere di mozioni impossibili da vincere in tribunale, l'abilità di Kim in aula attira l'attenzione di Richard Schweikart, un partner di Schweikart & Cokely (S&C). Schweikart dice a Kim che HHM non apprezza il suo talento e le offre una posizione nella sua azienda. Kim considera l'offerta mentre è seduta in un bar e inizia a parlare con un uomo che riconosce come un potenziale bersaglio. Chiama Jimmy per unirsi a lei e completano con successo un'altra truffa, seguita da un'altra notte insieme. Kim decide di lasciare l'HHM e stabilire la propria pratica solista, con Jimmy che forma una pratica solista nello stesso ufficio in modo che possano condividere le spese. Kim cerca di portare con sé Mesa Verde e sembra avere successo, ma Chuck li riconquista a HHM. Sapendo che Kim vuole Mesa Verde, Jimmy manomette documenti importanti in uno degli archivi di Chuck per conto della banca. Le incongruenze nei documenti di una riunione del consiglio di amministrazione delle banche statali mettono in discussione la competenza di Chuck. Mesa Verde firma con Kim e Chuck diventa ossessionato dall'idea di provare il sabotaggio di Jimmy. Kim deduce la colpevolezza di Jimmy e gli dice che se ci sono prove, Chuck le troverà. Jimmy si rende conto che l'impiegato della copisteria dove ha alterato i documenti può identificarlo, quindi va al negozio per comprare il silenzio dell'impiegato.

### Terza stagione
Chuck diventa sempre più ossessionato dall'idea di provare il sabotaggio di Jimmy e lo inganna con una dichiarazione incriminante, che Chuck registra. Apprendendo della registrazione da Ernesto, Kim consiglia a Jimmy di aspettare e vedere cosa intende farne Chuck, ma Jimmy irrompe in casa di Chuck per affrontarlo, consentendo a Chuck di far arrestare Jimmy. Jimmy deve affrontare un'indagine in un bar e la strategia di Kim e Jimmy di esporre l'ipersensibilità elettromagnetica di Chuck come malattia psicosomatica scredita la sua testimonianza. Jimmy è sospeso dall'esercizio della professione legale per un anno, ma non radiato dall'albo. La performance paranoica di Chuck come testimone degrada la sua reputazione professionale e HHM perde posizione nella comunità legale di Albuquerque. Mentre Jimmy cerca in vari modi di generare reddito in modo che Kim e lui possano mantenere il loro ufficio condiviso, Kim assume un secondo cliente. Correndo a una riunione dopo un po' di sonno, si schianta con la macchina e si rompe un braccio. Per risparmiare denaro, Kim e Jimmy rompono l'affitto del loro ufficio e Kim si esercita da casa, mentre Jimmy la aiuta nelle attività quotidiane perché il suo braccio è ingessato durante la sua guarigione. Howard costringe Chuck a lasciare HHM e un Chuck sempre più irregolare appicca deliberatamente un fuoco nella sua casa facendo cadere una lanterna.

### Quarta stagione
Dopo il suicidio di Chuck, Kim cerca senza successo di far uscire Jimmy dal suo umore abbattuto. Howard dice a Jimmy e Kim che pensa che la sua decisione di forzare il ritiro di Chuck da HHM dopo che i tassi di assicurazione per negligenza sono aumentati abbia portato alla morte di Chuck. Jimmy nasconde il suo ruolo nel causare l'aumento del tasso, consente a Howard di assumersi la colpa e riacquista il suo solito comportamento spensierato. Ignara delle azioni di Jimmy, Kim in seguito rimprovera Howard per aver maltrattato Jimmy. Kim lavora alla rapida espansione regionale di Mesa Verde, ma è sempre più annoiata dal diritto bancario, quindi inizia ad accettare casi di difesa penale pro bono, che trova più interessanti e soddisfacenti. Dopo essere stata rimproverata da Paige per aver messo il suo lavoro pro bono davanti a quello di Mesa Verde, Kim convince Schweikart & Cokely ad assumerla come partner per gestire una nuova divisione bancaria, che le consente di gestire il lavoro di Mesa Verde pur continuando a dedicare tempo e sforzo per la difesa penale. Con il successo della sua carriera, si allontana sempre più da Jimmy, che svolge un lavoro noioso come gestore di un negozio di telefoni cellulari mentre sconta la sospensione della sua licenza legale.
Nel 2004, Jimmy ha una redditizia attività secondaria rivendendo telefoni cellulari prepagati per strada sotto lo pseudonimo di Saul Goodman e assume Huell Babineaux come sua guardia del corpo. Huell ha uno scontro con un agente di polizia, che lo arresta, e Jimmy convince Kim a difendere Huell per impedirgli di ricevere una pena detentiva. Trovando impossibile convincere il pubblico ministero a stipulare un patteggiamento, Kim e Jimmy organizzano una truffa per fingere una dimostrazione di sostegno a Huell nella sua città natale. Tengono Huell fuori di prigione e poi si impegnano in una truffa che consente a Kim di sostituire i piani approvati per una filiale di Mesa Verde a Lubbock, in Texas, con piani per un edificio più grande, risparmiando tempo e denaro aggirando la zonizzazione, la pianificazione e la costruzione della città processi di approvazione dei permessi. Dopo che la sua sospensione è finita, Kim aiuta Jimmy a vincere la reintegrazione al bar fingendo rimorso per la morte di Chuck. Promette di rendere giustizia al nome McGill, ma dopo aver vinto la reintegrazione sconvolge Kim annunciando che non intende esercitarsi a proprio nome. Mentre Kim interroga Jimmy sul suo piano, lui le dice "Va tutto bene, amico!" e le fa il suo caratteristico gesto di pistola con le dita mentre se ne va.

### Quinta stagione
Jimmy dice a Kim che il suo alias "Saul Goodman" gli dà una base di clienti già pronta per uno studio di diritto penale. Kim continua a bilanciare il suo carico di lavoro tra il lavoro di difesa penale pro bono e gli affari di Mesa Verde. Quando Jimmy suggerisce a Kim di usare una truffa per convincere un cliente pro bono ad accettare un patteggiamento, inizialmente chiede di rifiutare, ma in seguito gestisce lei stessa la truffa, il che la lascia arrabbiata e vergognosa. Mesa Verde chiede a Kim di aiutare ad affrontare lo sfratto di Everett Acker, che si rifiuta di lasciare la sua casa su un terreno preso in affitto dalla banca per far posto al call center pianificato dalla banca. Acker rifiuta i tentativi della banca di raggiungere un accordo e Kim prova simpatia per lui. Quando non riesce a convincere la banca a cambiare i suoi piani, chiede a Jimmy di rappresentare Acker e di tirare fuori il caso. Trovano potenziali informazioni di ricatto su Kevin Wachtell, il presidente della banca, ma Kim decide di non usarle. Rich Schweikart suggerisce a Kim di disimpegnarsi dagli affari di Mesa Verde perché il suo cuore non è coinvolto, ma lei rifiuta con rabbia. Kim offre a Jimmy un accordo di $ 75.000 per Acker, promettendo di pagare personalmente la differenza tra quella cifra e ciò che Kevin accetta. Jimmy è d'accordo, ma alla riunione per finalizzare l'accordo, fa uso delle informazioni di ricatto che Kim ha rifiutato di usare e dell'alta considerazione di Kevin per suo padre per costringere Kevin a un accordo più favorevole ad Acker. Kim dice a Jimmy che è sconvolta dal fatto che lui l'abbia resa la "succhiatrice" per la sua truffa e dice che a causa della mancanza di fiducia hanno bisogno di separarsi o sposarsi in modo da poter godere del privilegio sponsale.
Jimmy e Kim si sposano con una semplice cerimonia in tribunale. Kim scopre che Kevin è ancora disposto ad avere Kim come consulente esterno di Mesa Verde nonostante la rappresentazione di Acker da parte di Jimmy. A Jimmy viene chiesto di rappresentare Lalo Salamanca, un membro del cartello messicano che è stato arrestato con l'accusa di omicidio. Jimmy dice a Kim come prova della loro nuova relazione, e lei apprezza la sua onestà e la sua intenzione di non combattere per il rilascio di Lalo su cauzione. Gus Fring desidera il rilascio di Lalo e fa in modo che Mike Ehrmantraut fornisca a Jimmy le informazioni che usa per convincere un giudice a concedere la cauzione, che il giudice fissa a $ 7 milioni in contanti. Lalo convince Jimmy a raccogliere i soldi da una località remota, pagandogli $ 100.000 per il lavoro. Kim avverte Jimmy di non essere un fattorino per il cartello, ma Jimmy accetta comunque il lavoro, credendo che sia una semplice commissione. Mentre torna con i soldi, Jimmy viene attaccato da uomini armati. Mike stava seguendo Jimmy per conto di Gus e uccide tutti gli aggressori tranne uno. L'auto di Jimmy si rompe e la spingono oltre il ciglio della strada e continuano un viaggio di due giorni attraverso il deserto con i soldi. Il secondo giorno, uccidono l'attaccante rimasto, raggiungono una fermata del camion e contattano Gus per chiedere aiuto. Quando Jimmy non torna come previsto, Kim finge di essere l'avvocato di Lalo, gli fa visita in prigione e chiede dove si trova Jimmy. Lalo si rifiuta di dirglielo e dice che Jimmy starà bene perché è un sopravvissuto.
Jimmy paga la cauzione di Lalo e lo incontra dopo il suo rilascio. Come Jimmy e Mike erano d'accordo, Jimmy dice che la sua macchina si è rotta e ha camminato da solo attraverso il paese in modo da non rischiare di perdere i soldi. Lalo accetta questo e si prepara a partire per il Messico il giorno successivo. Jimmy racconta a Kim la stessa storia, ma lei si rende conto che sta mentendo dopo aver visto che ha salvato la sua tazza di caffè, che ha un foro di proiettile. [a] Kim dice a Jimmy che sarà pronta ad ascoltare la verità ogni volta che sarà pronto a rivelarla . Rimane a casa il giorno successivo per curare le ferite di Jimmy e aiutarlo a far fronte al trauma, ma Jimmy sceglie invece di andare in tribunale per lavoro. Kim torna a S&C, ma la sua mente vaga e decide di licenziarsi all'istante, lasciando Mesa Verde con S&C ma prendendo i suoi casi pro bono. Quella sera, Jimmy e Kim discutono della sua decisione di smettere. Mike chiama per avvertirli di Lalo, che ha cercato l'auto di Jimmy invece di tornare in Messico. Quando Lalo arriva all'appartamento di Kim, chiede a Jimmy di ripetere più volte la storia del suo viaggio nel deserto, poi rivela di aver trovato dei fori di proiettile nell'auto di Jimmy. Kim dice a Lalo che l'auto è stata probabilmente colpita dai passanti per divertimento e lo rimprovera per non essersi fidato di Jimmy. Lalo sembra soddisfatta della sua risposta e se ne va.
Kim e Jimmy vanno in un hotel così Lalo non li troverà se torna. Jimmy dice a Kim la verità su quello che è successo nel deserto e si chiede ad alta voce se stare con lui sia un male per lei, cosa che lei nega. Il giorno successivo, Kim va in tribunale per acquisire altri casi pro bono dal difensore d'ufficio. Si imbatte in Howard e gli dice che ha lasciato S&C. Howard presume che Jimmy sia responsabile e le racconta della recente campagna di molestie di Jimmy contro di lui. Kim ride, dice che è in grado di prendere le proprie decisioni e dice a Howard che non capisce Jimmy. Howard risponde con rabbia che Chuck è stato quello che ha capito meglio Jimmy. Nella stanza d'albergo quella notte, Kim racconta a Jimmy della sua conversazione con Howard e nella sua rabbia suggerisce di continuare la campagna di molestie iniziata da Jimmy. Mentre la notte continua, i suggerimenti di Kim diventano più seri e lei suggerisce di far deragliare la carriera di Howard per forzare una risoluzione del caso Sandpiper, che consentirà a Jimmy di riscuotere prima la sua quota a sette cifre dell'accordo o del giudizio. Jimmy lo sconsiglia e chiede a Kim se è sicura di voler continuare, quindi Kim ripete il gesto della pistola con le dita come segno che è sicura di procedere contro Howard.

### Sesta stagione
Jimmy e Kim iniziano il loro piano in più fasi per mettere in imbarazzo Howard in un imminente incontro di mediazione in modo da costringere HHM a rinunciare a un lungo periodo di negoziazione dell'accordo e invece raggiungere un accordo prima in modo che Jimmy possa ottenere i suoi soldi. Il piano prevede di fornire indizi sul fatto che Howard sia un consumatore di cocaina ai suoi soci in affari come Cliff Main e ai suoi clienti.
Durante il loro piano, Kim scopre di essere seguita, ma finisce per incontrare Mike che spiega che ha uomini che la osservano e Jimmy, poiché Gus sospetta che Lalo possa essere viva e possa venire in cerca di vendetta, ma le assicura che rimarranno per proteggerla . Kim decide di non dirlo a Jimmy, credendo che avrebbe rinunciato al loro piano contro Howard se avesse saputo che Lalo era viva. Inoltre, durante un pranzo programmato con Cliff, Cliff offre a Kim l'opportunità di far lavorare il suo lavoro pro bono finanziato da una fondazione, anche se ciò accadrà il giorno della chiamata di Sandpiper. Quel giorno, Kim inizia a dirigersi verso Sante Fe per incontrare Cliff e la fondazione, ma Jimmy la chiama freneticamente, poiché le riprese in scena che coinvolgono il mediatore non includono il suo recente infortunio al braccio. Kim abbandona la riunione per assicurarsi che le modifiche dell'ultimo minuto al loro piano siano completate.
Come previsto, Howard sembra un tossicodipendente, accusando il mediatore di lavorare con Jimmy, il che costringe Cliff ad accettare l'immediata offerta di risarcimento da Sandpiper prima che venga ulteriormente ridotta. Quella sera, mentre Kim e Jimmy festeggiano, Howard entra nel loro appartamento, pienamente consapevole di essere dietro gli eventi. Mentre si avvicina a entrambi per aver creato queste situazioni senza paura delle conseguenze, Lalo si presenta come parte del suo piano per portare Gus allo scoperto. Kim esorta Howard ad andarsene immediatamente, ma Lalo lo uccide prima che possa farlo. Quindi costringe Jimmy e Kim ad aiutare ad attirare Gus, tenendo Jimmy legato mentre costringe Kim ad andare a sparare contro il corpo di Gus. Gus deduce dalle azioni di Kim cosa vuole Lalo e alla fine gli spara nel laboratorio di metanfetamina parzialmente costruito. Mike ordina a Jimmy e Kim di svolgere i loro affari normalmente e di non menzionare una parola di questi eventi poiché Lalo è stata affrontata. Lei e Jimmy partecipano al funerale di Howard, dove è costretta a coprire ancora una volta Jimmy con la moglie di Howard, Cheryl. Poco dopo, Kim lascia l'ordine degli avvocati e fa i bagagli; quando Jimmy arriva a casa, lei gli dice che mentre lo ama ancora, loro due insieme fanno del male a troppi di quelli che li circondano e se ne va.
Jimmy scende completamente nel personaggio di Saul Goodman come si è visto durante Breaking Bad. Dopo che il loro divorzio è stato finalizzato (dopo di che Kim convince Jesse Pinkman a fidarsi di lui come avvocato, mettendo inavvertitamente in moto gli eventi di Breaking Bad), Kim rifiuta la sua parte dell'insediamento di Sandpiper e si trasferisce a Titusville, in Florida. Alla fine trova un altro partner romantico Glen, si tinge i capelli e inizia a lavorare al Palm Coast Sprinklers mentre vive una pittoresca vita suburbana.
Nel 2010, con Jimmy che vive come "Gene Takavic" a Omaha, nel Nebraska, Jimmy apprende da Francesca che Kim l'ha chiamata dalla Florida chiedendole come stava Jimmy. Jimmy la chiama al lavoro per fare il check-in con lei e farle sapere che è vivo, ma si arrabbia quando lei gli dice di costituirsi, chiedendole con Lalo, Mike e Gus morti, perché non si presenta anche lei per cosa è successo a Howard. Kim torna quindi ad Albuquerque e fa visita a Cheryl, presentando una confessione dattiloscritta di lei e del piano di Jimmy contro Howard e la vera causa della sua morte. Kim nota di aver presentato la dichiarazione giurata all'ufficio del procuratore distrettuale, ma che probabilmente non dovrà essere perseguita data la mancanza di prove fisiche o testimoni (diversi da Jimmy) nel caso. Kim in seguito scoppia a piangere mentre è su un autobus.
Tornata in Florida, Kim inizia impulsivamente a fare volontariato presso una società di servizi legali pro bono locale. Viene chiamata dal procuratore distrettuale di Albuquerque Suzanne Ericsen per avvertirla dell'arresto di Saul e delle imminenti testimonianze che potrebbero riguardarla. Partecipa al processo di Saul e osserva mentre confessa tutti i suoi crimini e il ruolo indispensabile nell'impero della droga di Walter White, oltre a sabotare l'assicurazione di Chuck che ha portato alla sua cacciata da HHM e all'eventuale suicidio. Saul dichiara di essere James McGill e lascia il suo personaggio alternativo, pur ammettendo di aver mentito su ulteriori informazioni su Howard perché voleva che Kim fosse lì mentre ammetteva tutto.
Qualche tempo dopo, Kim fa visita a Jimmy in prigione in Colorado usando la sua vecchia tessera dell'ordine degli avvocati che non riportava una scadenza. Condividono una sigaretta insieme e lui la indica con le pistole a dito mentre se ne va. Tuttavia, Kim potrebbe ancora affrontare una causa civile da Cheryl con Bill Oakley che dice a Jimmy che Cheryl è "fuori a fare acquisti da un avvocato mentre parliamo" per perseguire Kim per tutto ciò che ha e avrà mai.

## Sviluppo
Nello scrivere l'episodio pilota di Better Call Saul gli showrunner Vince Gilligan e Peter Gould inclusero il personaggio di Kim senza però averne già sviluppato la storia, essendo un personaggio nuovo dell'universo di Breaking Bad. Gilligan ha affermato che gli scrittori avevano concepito Kim come un interesse amoroso passato o potenziale futuro per Jimmy, con la possibilità che sparisse dalla vita di McGill a un certo punto. Aveva un ruolo di "influenza moderatrice" per Jimmy, ma per il resto gli sceneggiatori avevano poche idee su dove avrebbero portato il suo personaggio. Rhea Seehorn fece il provino e ottenne il ruolo nell'Aprile 2014, circa due mesi prima che il pilot fosse girato. Secondo la direttrice del casting Sharon Bialy avevano usato due scene false per mantenere segreto il progetto di alto profilo, e solo quando Seehorn fece l'audizione e li impressionò in entrambe le scene passarono al passaggio successivo e spiegarono il vero scopo dell'audizione. Seehorn è stata in grado di adattarsi al cambiamento nel ruolo di Kim in una sola ripresa.

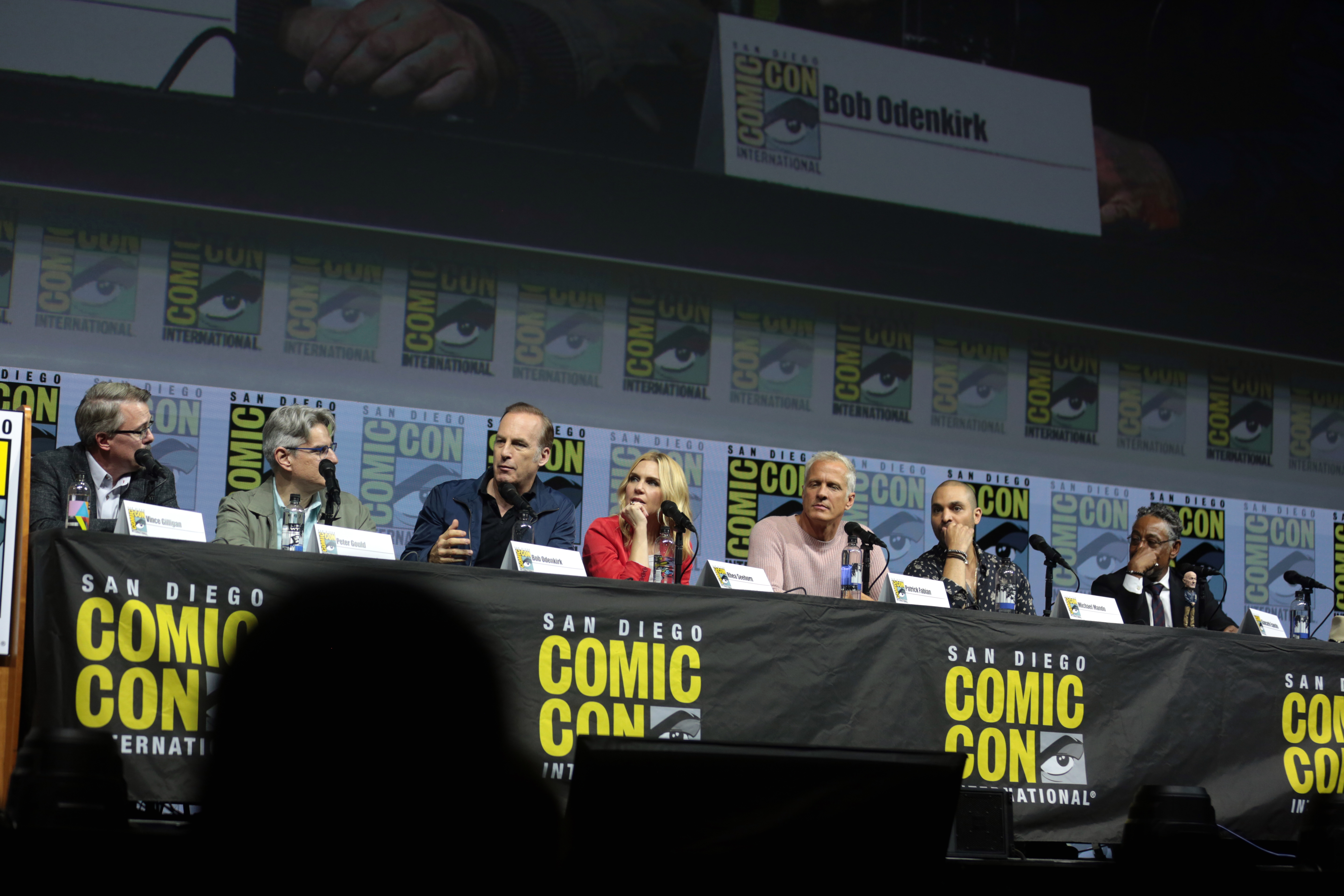
A San Diego Comic-Con durante la presentazione con gli attori e i creatori della serie Better Call Saul nel 2018

Il pilot aveva due scene con Kim, una in cui consiglia Jimmy dopo che Howard Hamlin lo redarguisce. La scena come era scritta aveva una direzione minima; ma Seehorn, nel prepararsi per le riprese, intravede una serie di sottigliezze nella scena che suggeriscono che Kim conoscesse intimamente Jimmy, che sapeva imporre dei paletti e che era abituata a ripulire gli errori di Jimmy. Percepisce nella sceneggiatura anche che Kim preferisse ascoltare prima di parlare, per essere in una posizione di potere. Gli sceneggiatori videro come Seehorn recitava la scena e si resero conto di quanto avesse definito meglio il personaggio: Kim era una persona che ha dato la priorità al lavoro e ha posto paletti nel suo rapporto con Jimmy, ma che si è comunque presa cura di lui. Gilligan considerò l'interpretazione di Seehorn nei panni di Kim essenziale per il successivo sviluppo del personaggio. Seehorn ebbe l'intuizione che Kim si divertisse a partecipare alle truffe di Jimmy prima che venisse rivelato nella sceneggiatura del quarto episodio della prima stagione, "Hero". Durante quell'episodio Seehorn è stata in grado di usare sorrisi molto sottili per indicare l'apprezzamento di Kim per Jimmy, e per Gould: "La sua interpretazione sembrava così giusta che ci ha dato una forte sensazione di dove saremmo andati con il suo personaggio".
Con questo cambiamento gli sceneggiatori hanno cominciato a vedere il personaggio di Kim non più così morale e rispettoso delle regole come previsto, e le hanno dato un lato più oscuro che è sorto dalla sua infanzia, qualcosa che le ha dato un dente avvelenato che l'avrebbe fatta cedere ad approcci più immorali se fosse servito a raggiungere l'obiettivo, qualcosa che sarebbe caduto a pennello nel farla lavorare a fianco di Jimmy, dopo aver superato la sua iniziale riluttanza. Per Gould "La connessione emotiva tra questi due personaggi ha avuto un'attrazione gravitazionale che ha iniziato a distorcere l'intera storia". Questo ha anche drasticamente alterato la direzione che ha preso la trasformazione di Jimmy in Saul: Nel finale della prima stagione, "Marco", Jimmy si allontana da un potenziale lavoro con lo studio legale Davis & Main che Kim aveva trovato per lui. La seconda stagione doveva continuare con Jimmy che rinunciava completamente a quel posto di lavoro, ma poiché gli sceneggiatori — per merito dell'interpretazione di Seehorn — volevano dare più spazio al personaggio Kim, modificarono la sceneggiatura per mostrare Jimmy che tornava sui suoi passi e accettava il lavoro per far piacere a lei.
Durante le prime due stagioni Kim è stata vista raramente senza un tailleur o una coda di cavallo stretta, una scelta fatta da Seehorn, Gilligan, Gould e la stilista Trish Almeida per dimostrare che Kim era "tutto lavoro". Nella terza stagione Kim ha un incidente d'auto, rompendosi un braccio e rendendo difficile per Kim raccogliere i capelli in una coda di cavallo senza uno sforzo significativo. A questo punto, mentre il personaggio di Kim stava iniziando a disfarsi, Almeida e Seehorn hanno usato quanto fosse stretta la coda di cavallo come segno implicito del tumulto interno di Kim: quando era stretta, Kim era concentrata sul suo lavoro, ma se era sciolta , significava che stava lottando con la tristezza e la preoccupazione.
Gilligan ha definito l'arco narrativo di Kim durante la quinta stagione una "tragedia imminente", poiché le sue azioni quasi illegali mirano a un "comportamento autodistruttivo". Katie Beth Hall interpreta una giovane Kim in un flashback in "Wexler v. Goodman".
Secondo la sua patente in "JMM", Kim è nata nel 1968 ed è cresciuta in diverse città del Nebraska, tra cui Red Cloud, ma è intenzionalmente vaga sul suo passato. In un flashback in "Wexler v. Goodman", viene mostrato che Kim è diventata autosufficiente da adolescente a causa dell'alcolismo di sua madre. In "The Guy for This", afferma che da bambina sua madre li spostava spesso da un posto all'altro per tenere un passo avanti rispetto ai proprietari a cui dovevano arretrare l'affitto e non aveva mai avuto un posto dove chiamare casa lei stessa. Kim afferma inoltre di essersi trasferita ad Albuquerque a causa delle limitate opportunità disponibili nella sua città natale. Kim ha lavorato nell'ufficio postale di Hamlin, Hamlin and McGill (HHM), dove Howard Hamlin e Chuck McGill erano i partner principali. Il fratello minore di Chuck, Jimmy, era impiegato nell'ufficio postale a causa dell'insistenza di Chuck sul fatto che svolgesse un lavoro legittimo e si liberasse del suo passato di truffatore. Grazie a HHM che le ha prestato i soldi per pagare la scuola di legge, Kim completò la sua formazione e poi entrò a far parte dello studio come associata.
Dopo aver ottenuto l'ammissione all'albo, Kim è diventata rapidamente uno dei migliori avvocati di HHM e il suo successo ha ispirato Jimmy a studiare per laurearsi a distanza in legge per diventare un avvocato. Con l'incoraggiamento di Kim, Jimmy iniziò un apprendistato da solista dopo che HHM decise di non assumerlo come associato. Durante il periodo che precede gli eventi di Better Call Saul viene mostrato che Kim e Jimmy hanno sviluppato una stretta relazione personale, che alla fine diventa romantica.

## Interpreti
Il personaggio di Kim Wexler viene interpretato dall'attrice statunitense Rhea Seehorn, che appare in 60 episodi della serie televisiva Better Call Saul (2015-2022), in tutti e 10 gli episodi della serie antologica Better Call Saul: Ethics Training with Kim Wexler (2020) e in un episodio della serie antologica Better Call Saul: Filmmaker Training (2022). Queste ultime due sono miniserie di dieci episodi che compongono ognuna una stagione della serie antologica Better Call Saul Employee Training, sottoserie promozionali per le stagioni di Better Call Saul. La miniserie Ethics Training with Kim Wexler è vincitrice di un Primetime Emmy come miglior serie comica o drammatica in forma breve.
Kim Wexler da bambina viene inoltre interpretata dall'attrice Katie Beth Hall, che appare negli episodi Wexler contro Goodman e Basta un imprevisto, rispettivamente della quinta e sesta stagione della serie Better Call Saul. L'attrice è celebre per aver preso parte ai primi dieci episodi della serie televisiva Segni particolari: genio (Head of the Class), nel 2021.
Nell'edizione in lingua italiana il personaggio di Kim Wexler è doppiato da Laura Romano.

## Ethics Training with Kim Wexler
AMC ha pubblicato dieci mini-episodi di Ethics Training con Kim Wexler insieme alla quinta stagione di Better Call Saul, che sono stati presentati sia su YouTube che sui siti di social media di AMC. Questa serie segue la serie simile Los Pollos Hermanos Employee Training con Gus Fring per la terza stagione e Madrigal Electromotive Security Training presentato da Mike Ehrmantraut per la quarta stagione. I video di formazione sull'etica sono presentati come video di formazione continua che mescolano segmenti live-action di Kim, con Jimmy che la filma "dietro le quinte" insieme a segmenti animati, e sono un prodotto di "Saul Goodman Productions". I segmenti animati includono cenni a Better Call Saul e Breaking Bad.

## Filmografia
- Better Call Saul - serie TV, 60 episodi (2015 - 2022)
- Better Call Saul: Ethics Training with Kim Wexler - serie TV, 10 episodi (2020)
- Better Call Saul: Filmmaker Training - serie TV, episodio 1x05 (2022)